# 旧卢斯海姆
旧卢斯海姆是德国巴登-符腾堡州的一个市镇。总面积15.96平方公里，总人口5267人，其中男性2553人，女性2714人（2011年12月31日），人口密度330人/平方公里。